# حارة المزيجي (ذمار)

تعديل مصدري - تعديل

حارة المزيجي هي إحدى حارات مدينة ذمار التابعة لمحافظة ذمار، بلغ تعداد سكانها 2,520 نسمة حسب تعداد اليمن لعام 2004.